# Northleach with Eastington
Northleach with Eastington est une paroisse civile du Gloucestershire, en Angleterre.